# Chesias rufata rufata
Chesias rufata rufata é uma subespécie de insetos lepidópteros, mais especificamente de traças, pertencente à família Geometridae.
A autoridade científica da subespécie é Johan Christian Fabricius, tendo sido descrita no ano de 1775.
Trata-se de uma subespécie presente no território português.